# Fauxbourdon
Francouzský výraz fauxbourdon (čti „foburdon“), nebo faburdon (francouzsky faux bourdon, italsky falso bordone, „nepravý či falešný bas“) je druh hudební sazby užívaný u sborových skladeb zejména v 15. století.

## Popis
Fauxbourdon byla tříhlasá sazba nad melodií v psalmodii, při níž se překládala nejčastěji o oktávu transponovala cantus firmus do superia (sopránu) a doprovázel jej kontratenor o kvartu, tenor o sextu níže. Kontratenor se obvykle nepředepisoval, byl pouze poznamenán jako doporučení pro tříhlasé provedení au fau(l)x bourdon. Značná paralelita hlasů zajišťovala srozumitelnost textu.

## Užití
Fauxbourdon byl charakteristický pro burgundský styl, který vrcholil v polovině 15. století v Nizozemsku. Užíval jej vydatně např. Guillaume Dufay. Nejstarším příkladem je postcommunio Vos qui secuti estis z Missa Sancti Jacobi Guillauma Dufaye v Bologna-Manuskript I-BC Q15 z doby kolem roku 1440.
Fauxbourdon jako hudební figuru používal Joachim Burmeister (1606). Tato hudební figura označuje po sobě jdoucí terciově-sextové souzvuky, tedy jakékoli druhy sextakordového postupu. Výrazem fauxbourdon mělo být zdůrazněno slovo faux, které odpovídal v prvé řadě významu „špatný“ a „hříšný“.